# Гловацкий, Леон
Леон Альберт Гловацкий (пол. Leon Albert Głowacki; 22 апреля 1834, под Грубешевом — 24 марта 1907, Варшава) — польский филолог, один из участников восстания 1863 года.
Леон родился 22 апреля 1834 года в имении под Грубешевом в семье Антония Гловацкого и Аполонии Гловацкой, урождённой Тремблинской. Его отец был управляющим имениями (экономом) дворянского происхождения, герба Прус.
Старший брат Александра Гловацкого (Болеслава Пруса). Изучал филологию в Киевском университете. Там в 1857 году вместе с Владимиром Антоновичем, Стефаном Бобровским и Владимиром Миловичем организовал тайную студенческую организацию, построенную на основе троек (отсюда её название: Тройницкий союз). Союз имел демократический характер, его приверженцы выступали прежде всего за интересы крестьянства, требовали проведения радикальной аграрной реформы, в летнее время ходили в народ по сёлам, одетые в крестьянские одежды.
В 1861 году приехал в Варшаву и вступил в созданный Аполлоном Корженёвским городской комитет.
В январе 1862 года начал работать учителем в начальной школе города Седльце, а с начала школьного 1862/63 года в городской классической гимназии гимназии в Кельце (до июня 1863 года). В 1862—1863 годах вместе с Леоном в Кельце жил его младший брат Александр Гловацкий (Болеслав Прус), который к тому времени уже был сиротой. Леон, который преподавал тогда историю и литературу в классической гимназии в Кельце, оказал большое влияние на становления будущего писателя.
Член Местного комитета. После начала Январского восстания направлен Национальным правительством послом в Литву. Был сильно впечатлён жестокостью солдат под предводительством Муравьёва, сошёл с ума и после возвращения в Варшаву не смог продолжать работать педагогом. Лечился в Люблине, где и провёл остаток своих дней. Похоронен на кладбище на Липовой улице в Люблине.